# 最後の戦い
『最後の戦い』（さいごのたたかい、原題：Le Dernier Combat）は、リュック・ベッソン監督による1983年の映画作品。

## 概要
リュック・ベッソン監督（1959年 - ）のデビュー作品。ベッソン監督はパリとハリウッドで映画の助手を務めながら映画作りを学び、24歳で初めて発表した長編が本作である。
白黒作品で、作中には台詞が一切ない。これは大気汚染によって、声帯の機能を喪失して発語ができなくなっている、という設定によるもの。

## あらすじ
気候変動の結果、文明が荒廃した近未来が舞台。生き残った4人の男が、1人の女をめぐって戦う。

## 製作前夜

### 製作会社の創設
1959年生まれのリュック・ベッソンは、15歳の頃から映画に興味をもち、18歳で本気で映画の道を志すことを決めた。まもなく『Le Pétite Siren』という短編を8,000フランで完成させた。
フランスでは、文化省の中央映画庁（CNC,Centre National du Cinéma）が映画産業への補助金を管轄していた。同庁に登録するためには法人格が必要で、ベッソンは『Le Pétite Siren』を登録するため一人で映画製作会社「ル・フィルム・デュ・ルー」(Les Film du Loup)をたちあげた。ベッソンは、親戚の遺産を相続した友人から5万フランを借り、これを担保としてUBP銀行（Union Bancaire Privée）へ映画製作のための融資を申し込んだが、にべもなく断られた。
その後、ベッソンはパリで映画関連の職に就きながら、短編や広告、記録映像などの製作にも係わり、はじめは助手として、のちに第2助監督を任されるようになった。

### 主要スタッフとの出会い
この頃ベッソンは、映画・演劇・音楽活動をしているピエール・ジョリヴェ（Pierre Jolivet）という友人を得た。ジョリヴェは自身のレコードの売り上げが芳しくないことを悩んでおり、ベッソンはミュージック・ビデオ製作を提案した。1980年に16ミリフイルムで撮影したこのビデオクリップは、世に出たものとしてはベッソンの初作品となった。そして、撮影にギタリストとして参加していたエリック・セラと懇意になった。
1981年には、ラファエル・デルパール監督の『Les bidasses aux grandes manoeuvres』で助監督となり、出演していたジャン・レノと知遇を得た。また同じ年、TV向けのフォーミュラ2の記録映像の仕事に携わり、撮影のカルロ・ヴァリーニや編集のソフィー・シュミットと知り合った。

### 『最後から二番目の男』
この頃までに、ベッソンは自身の長編デビュー作として『サブウェイ』の構想をおおよそかためていた。ベッソンの作成した脚本第一稿をジョリヴェと共同で修正し、さらに別のシナリオライターによる修正を経て脚本の完成にこぎつけていた。しかし予算確保の問題があり、『サブウェイ』を棚上げして、短編を作ることにした。これが『最後の戦い』の原型となる『最後から二番目の男』（原題：L'avant Dernier）である。
『最後から二番目の男』の撮影は35ミリフイルム・シネスコサイズで行い、8分の短編に仕上げた。台詞はなく、音楽はエリック・セラがつけた。主演はピエール・ジョリヴェとジャン・レノである。その内容は、偏屈な男性医師（ピエール・ジョリヴェ）が、壊滅した世界で唯一生き残った女性を、乱暴者（ジャン・レノ）から守るため、監禁している、というものだった。完成した作品をアボリアッツ国際ファンタスティック映画祭短編部門に上梓したものの、何の賞も得られなかった。
この『最後から二番目の男』を長編化したのが『最後の戦い』である。

## 製作資金確保をめぐる問題
『最後の戦い』製作には、総額およそ350万フランの予算を見込んだ。
フランスの大手映画会社ゴーモンのドゥニ・シャトーという人物は、『サブウェイ』の企画が頓挫した頃から、ピエール・ジョリヴェを評価していた数少ない人物だった。ベッソンとジョリヴェは『最後の戦い』の構想をシャトーのもとへ持ち込んだ。シャトーは、短期間に新たな映画構想を持ち込んできたことに驚きつつも、ゴーモン社へ『最後の戦い』製作へ出資するよう働きかけたという。しかしゴーモン社はこれを却下した。ゴーモン社としての支援ができなくなった後も、シャトーは個人として、映画完成の暁には上映館を確保するよう約束した。
ベッソンとジョリヴェは、ほかの製作会社・配給会社へも手当たり次第に交渉にでかけたが、全て出資を断られた。あるとき、配給業を営むと称する「怪しげな」人物に出会うと、20万フランでフランス国内での『最後の戦い』配給を請け負うと持ちかけられた。ベッソンらはこの人物と契約したが、この人物はまもなくこの契約を無断で第三者へ50万フランで転売してしまい、30万フランの利ざやを稼いで逃げた。そのうえ、この人物は実際にはパリ地区・ボルドー地区の配給権をもっていなかった。ベッソンらはこうした事情を知らないまま、この20万フランの契約金を支払うための銀行融資を受けるべく、中央映画庁へ信用保証の申請を行ったのだが、却下されてしまった。却下の理由は、この人物には実際の配給能力がなく、詐欺師であるというものだった。結局ベッソンらには、20万フランの負債だけが残ることになった。
ベッソンらは、映画会社をあきらめ、経済力のある個人を訪ねて出資を頼んで回ることにした。そのうち見つかったのが、旅行代理店経営者のコンスタンタン・アレグザンドロフ（Constantin Alexandrov）である。ベッソンらがアレグザンドロフに脚本を読ませ、予告編として『最後から二番目の男』を見せたところ、50万フランの出資を約束してくれた。このまとまった資金のあてがついたことで、『最後の戦い』製作が具体的に進むことになった。
ほかに出資をした者としては、編集のソフィー・シュミットの伝手でみつけたエリック・プルイエという人物がいる。プルイエは自動車事故に遭って保険金を受け取っており、その一部を『最後の戦い』製作に出資することを約束した。このほか、リュック・ベッソンの義父も少々出資をしたという。
総額350万フランのあてはないが、アレグザンドロフの50万フランという当座の資金の目処が立ったことで、ベッソンらはあらためて銀行へ融資を申し込んだ。しかしクレディ・リヨネ銀行は、『サブウェイ』の企画が頓挫した際に200フランを滞納していたせいで謝絶された。UBP銀行は融資を認めたが、その額はわずかに1500フランだったという。ベッソンらが増額を求めて食い下がると、最終的に2500フランまでは融資を承諾した。予算からするとあまりに端金ではあったものの、資金の乏しいベッソンらはこの融資を受けることにした。
こうしてベッソンらは総予算350万フランのうち、当座の資金として70万フランほどの目処を立てたことで、映画撮影に踏み切った。だが資金の大半を占めるアレグザンドロフからの50万フランは、アレグザンドロフが海外出張中のために振り込みが遅れ、開始から1週間もすると早速資金難に陥った。このため、ジョリヴェの友人ミシェル・ド・ブロカが、つなぎ資金の貸付を図ってくれたという。
総予算が確保できないうちに撮影に入ったため、ベッソンは撮影初日にスタッフ一同に対し、賃金の支払いが滞る旨を説明した。しかもその額は賃金は非常に低いか、もしかすると無報酬である。チーフ助監督として雇った人物は報酬の前払いを求めてきたため、ベッソンはこれに応じた。ところがこの人物は、別作品撮影のため主要スタッフを引き連れていなくなってしまい、先に払った報酬も返さなかった。ベッソンらは、さらに乏しくなった資金で、いなくなったスタッフの穴埋めを急遽探すことになった。ジャン・レノの友人のティエリ・フラマンが美術を引き受けることになった。
撮影2日目は、立体駐車場を廃墟に見立てての撮影だった。ところが手違いがあり、ベッソンらは500万フランの損害賠償を請求されることになった。ベッソンらは駐車場の経営者から撮影許可を得て、そこで数台の自動車をひっくり返して配置し、撮影にとりかかった。しかし、撮影許可を得ていたのは5階だったのに、ベッソンらは誤って6階で作業をしてしまった。駐車場経営者は、建物所有者とのあいだで係争があり、敗訴して6階の原状復帰を迫られていた。そのためフロアの清掃を済ませ、コンクリートの塗り直しを行うところだった。その直前にベッソンらが廃車を何台もひっくり返したため、車の油などが流出して汚れてしまった。原状復帰が遅れることで駐車場経営者は建物所有者に対して遅延損害金を支払う義務を負っており、駐車場経営者は、ベッソンらが汚損した6階の証拠写真を撮って調書を作成し、翌日に500万フランの損害賠償を求めてきたのである。
さらに、撮影フイルムをめぐるトラブルが発端で、ベッソンらはフイルム製造会社のアグフア社から10万フランの損害賠償を要求されることになった。アグファ社から購入した在庫品のフイルムを使用して撮影を始めると、撮影中のフイルム切断が多発するうえ、現像してみると画面上にノイズが写り込んでいた。ベッソンらはアグフア社と交渉したが決裂、フイルム代の支払いを拒絶したところ、10万フランの支払いを求めて提訴されたのだった。
当初見込んでいた350万フランの予算に対し、実際に要した費用は税抜で3,289,949フランだった。当初確保した70万フランの資金は当座の撮影費で使い果たしてしまった。その後の現像や編集などは負債となった。費用面では、人件費とその社会保障費が大きく、負債総額は300万フランにのぼった。

## 脚本
ストーリーは『最後から二番目の男』を基にして、リュック・ベッソンとピエール・ジョリヴェが共同で長編に脚本化した。この脚本はわずか20ページほどのもので、10日で完成したという。大異変によって荒廃した世界を舞台や、故郷への帰還をめざす主人公、生き残った貴重な女性を監禁しつつ保護している「少々おかしい」医師というキャラクター像は『最後から二番目の男』を発展させたものである。

## 評価
登場人物の台詞を完全に排除し、映像だけで語る作品である。1983年にアボリアッツ国際ファンタスティック映画祭で審査員特別賞と批評家賞のダブル受賞するなど、高い評価を受けた。
まだ若いリュック・ベッソン監督の初作品であり、「才気がうかがえる野心の込もった力作」（『ぴあ』）、「奇をてらったというよりはひねくれてるとしか思えない造りにも覇気が感じられる」（allcinema）と評されている。